# BreakThru (videogioco 1986)
BreakThru (強行突破?) è un videogioco arcade del 1986 sviluppato da Data East. Convertito per home computer e Nintendo Entertainment System, è stato pubblicato per Nintendo Switch con il titolo Johnny Turbo's Arcade: Break Thru e distribuito per Microsoft Windows come Retro Classix: BreakThru.